# Özlem Sağlanmak
Pour les articles homonymes, voir Saglanmak.
Özlem Saglanmak, née le 25 novembre 1980 à Nørrebro (Danemark), est une actrice danoise,.
Elle s'est fait connaître pour son interprétation du personnage de poupée Ali, âgée de 12 ans, dans la série calendrier de Noël pour adultes Yallahrup Færgeby (da) de 2007. Elle a participé à un grand nombre de représentations théâtrales, de films et de séries télévisées danoises.

## Biographie
Özlem Saglanmak naît à Copenhague dans le quartier de Nørrebro, de parents immigrés de Turquie au début des années 1970.
En 2006, elle termine sa formation d'actrice à la Statens Teaterskole et joue dans diverses représentations théâtrales, comme dans la version théâtrale de Midt om Natten, Father Our Father d'Ulrich Seidl au Husets Teater (2006), Mungo Revy # 01 (2006), Nordost également au Husets Teater (2007) et Julemanden.biz au Taastrup Theater (2007). En 2012, elle joue dans Børn er dumme au Teater Grob. En outre, elle apparait dans un certain nombre de films comme dans Halalabad Blues (da) de Helle Ryslinge en 2002 et dans le film Fighter (da) de Natasha Arthy de 2007. Elle est Jasmin dans la série télévisée Greyzone (da) en 2018.
La série-calendrier de Noël Yallahrup Færgeby (da) crée beaucoup de débats, entre autres à cause de la langue utilisée par Özlem Sağlanma dans le rôle d'Ali. Özlem Sağlanma est incluse dans le débat et elle explique « Vous n'avez pas à vous déplacer très loin jusqu'à ce qu'il y ait une autre langue et une autre réalité. Je suis convaincue qu'il y a des jeunes qui utilisent ce jargon comme dans la série ». Elle-même a grandi à Nørrebro. En 2019, elle tient le rôle de Sahar dans la série télévisée Les Initiés (Bedrag) aux côtés d'Esben Smed, rôle principal dans la série.

## Filmographie partielle

### Au cinéma
- 2002 : Halalabad Blues (da) de Helle Ryslinge
- 2007 : Fighter (da) de Natasha Arthy
- 2010 : Alting bliver godt igen (da) de Christoffer Boe
- 2010 : Truth About Men (en)
- 2017 : Hodja fra Pjort (en)
- 2020 : Shorta : Abia

### À la télévision
- 2006-2008 : Anna Pihl (da)
- 2007 : Yallahrup Færgeby  (da)
- 2012 : Forbrydelsen III (da)
- 2013 : Bron (Broen II)
- 2014-2015 : Les Héritiers (Arvingerne)
- 2016 : Ditte og Louise (da)
- 2018 : Greyzone (da)
- 2019 : Les Initiés (Bedrag)
- 2020 : L'Affaire Kim Wall (Efterforskningen) : Tania
- 2021 : Kometernes jul (da)
- 2022 : Borgen, une femme au pouvoir

## Récompenses et distinctions
En 2008, Özlem Sağlanmak est ambassadrice de l'Année européenne du dialogue interculturel, avec, entre autres, l'auteur de Yallahrup Færgeby (da), Nanna Westh.
En tant que l'une des dix artistes de scène, elle a reçu un prix du talent Årets Reumert (en) 2009.
En 2017, elle est l'une des trois nommées pour le prix Reumert (en) en tant que rôle d'ensemble féminin de l'année pour sa performance dans Black Water au Betty Nansen Theatre,.
En 2021, Özlem Sağlanmak reçoit un prix Robert en tant qu'actrice dans un second rôle de l'année pour sa performance dans le film Shorta.
- Reumert Talent prize (2009)
- Ole Haslunds Kunstnerfonds legat (2013)
- Robert de la meilleure actrice dans un second rôle (2021)

- (en) Özlem Saglanmak: Awards, sur l'Internet Movie Database